# Knappenkarsee
Knappenkarsee är en sjö i Österrike.   Den ligger i förbundslandet Salzburg, i den centrala delen av landet, 230 km sydväst om huvudstaden Wien. Knappenkarsee ligger 2 061 meter över havet.
Trakten runt Knappenkarsee består i huvudsak av gräsmarker. Runt Knappenkarsee är det glesbefolkat, med 20 invånare per kvadratkilometer.